# The Hunting Party (álbum)
The Hunting Party —en español: «La partida de caza»— es el sexto álbum de estudio de la banda estadounidense de rock Linkin Park. Producido por los miembros de la banda Mike Shinoda y Brad Delson, se publicó mediante Warner Bros. Records el 13 de junio de 2014 en Alemania, Austria y Suiza, y el 17 de junio en América del Norte. Es su primer trabajo discográfico no grabado en NRG Recording Studios y el primero desde Minutes to Midnight que no es producido por Rick Rubin.
The Hunting Party es solo una aproximación básica al sonido de la banda en sus primeros discos, Hybrid Theory y Meteora, dejando completamente de lado el rock electrónico que caracterizó a sus dos trabajos más recientes, dirigiendo su nuevo álbum hacia un rock más puro. Descrito por Mike Shinoda simplemente como «un disco de rock», sirve como una declaración en contra de grupos contemporáneos de rock mainstream y comercial a los que Shinoda acusó de «intentar ser como otras bandas y evitar riesgos». El álbum tomó un año de grabación y producción, con el material siendo escrito de manera improvisada en el estudio por los miembros de la banda. Además, cuenta con la colaboración de cuatro artistas: Page Hamilton, Rakim, Daron Malakian y Tom Morello, lo que lo convierte en el primer álbum de estudio de Linkin Park con músicos invitados. Este es el penúltimo álbum de Chester Bennington como parte de Linkin Park, fallecido el 20 de julio de 2017.

## Contexto

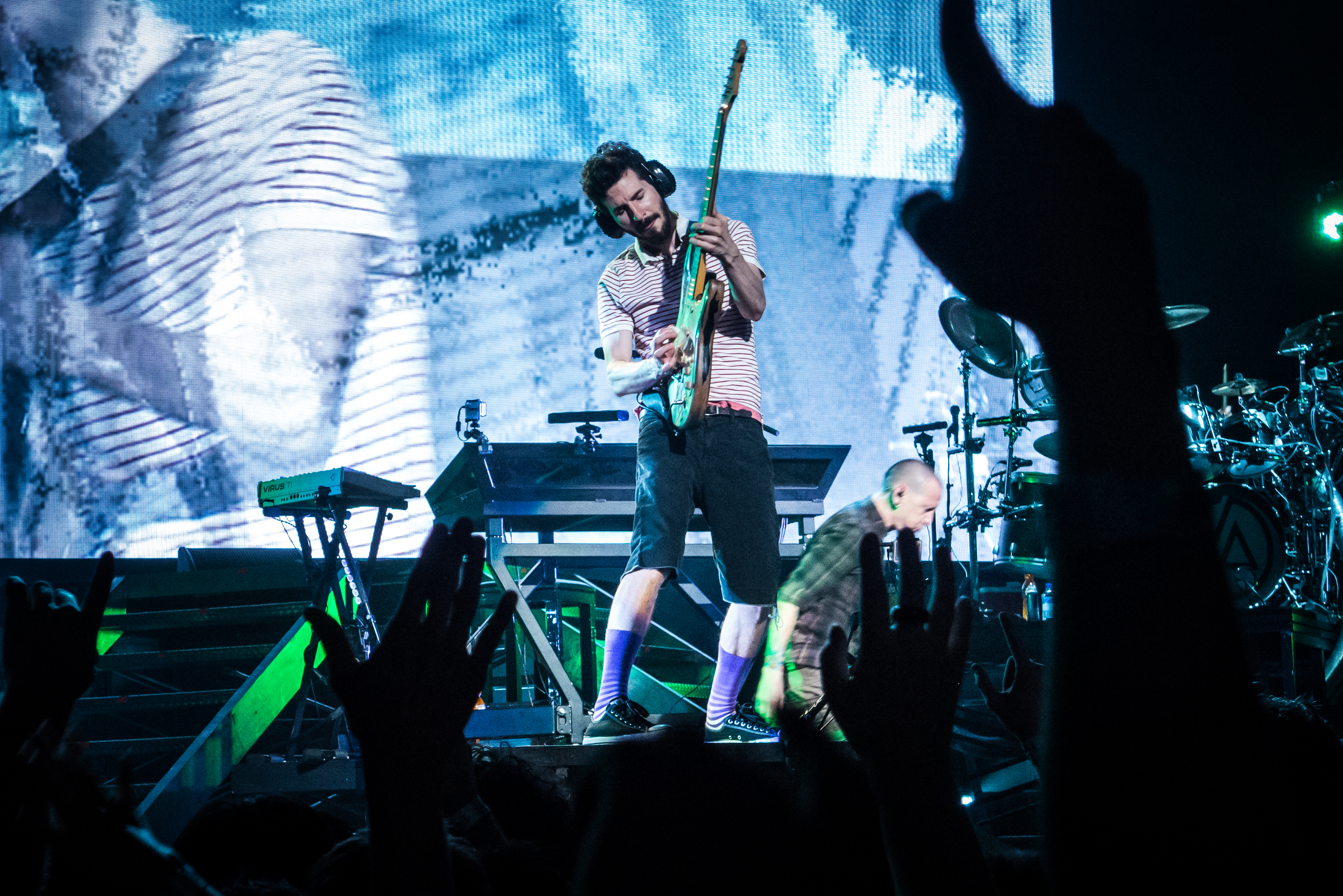
Linkin Park presentándose en Soundwave, 2013 durante Living Things World Tour.

En 2010 y 2012 respectivamente, Linkin Park publicó A Thousand Suns y Living Things. Los álbumes, ambos producidos por Rick Rubin y Mike Shinoda, marcaron un cambio en la dirección musical de la banda, por el cual pasaban de un sonido nu metal, reconocible en Hybrid Theory y Meteora, a uno más experimental y «de vanguardia». Aunque los álbumes contaban con influencia de la música electrónica, en contraste con lo publicado anteriormente, fueron éxitos en las ventas. A Thousand Suns, además de ser disco de platino en siete países y de oro en otros doce, se posicionó en los primeros cinco puestos de diecinueve listas nacionales de álbumes, llegó al primer puesto de la lista Billboard 200 y al segundo de la UK Albums Chart. Su sucesor, Living Things, fue disco de oro en once países pero de platino solamente en Francia. Sin embargo, también alcanzó los primeros cinco puestos de dieciséis listas nacionales y consiguió las primeras posiciones de tanto la Billboard 200 como la UK Albums Chart.
La producción de The Hunting Party comenzó como resultado de una serie de eventos que llevaron a Mike Shinoda a dejar de lado los sonidos electrónicos y experimentales de los trabajos previos de la banda. Shinoda había grabado unos demos para el sexto álbum de estudio durante el 2013. Se los enseñó a sus compañeros, quienes los recibieron positivamente, y a Rick Rubin, productor de sus tres álbumes previos, quien también se mostró positivo y añadió que los encontraba «más pop de lo que esperaba». Sin embargo, después de escucharlos de nuevo, Shinoda se sintió disconforme con su material. En una entrevista para Warner Music, afirmó que: «Escuchaba esta nueva música que estaba haciendo y la mayor parte del tiempo la escuchaba y luego me decía: “Esto no es lo que quiero para el próximo álbum. Ni siquiera creo en esta música. Es un error, no me gusta lo que estoy haciendo”. Volví hacia atrás en el proceso, por así decirlo, descarté todo y empecé de nuevo».
La banda decidió entonces que su sexto álbum de estudio fuera un regreso a su sonido de antes, dejando de lado los efectos electrónicos en favor de la instrumentación de rock tradicional. La banda compuso y grabó el disco usando el estilo que inspiró al mismo Hybrid Theory, pero teniendo en cuenta de hacerlo en el contexto de los tiempos actuales. Brad Delson afirmó en broma que el resultado era un «Hybrid Theory alternativo» o «tal vez su precuela», ya que se inspiraron en artistas que escuchaban antes de iniciar su carrera como músicos. Mike Shinoda contó en la revista Rolling Stone sobre las ideas alrededor de The Hunting Party:

«Tenemos que quitar mucho de lo suave o emo de nuestra dirección musical, como también todo lo que se sienta agresivo por el bien de la agresividad. No somos unos chicos de dieciocho años haciendo un disco ruidoso, somos adultos de treinta y siete haciendo un disco ruidoso. Y lo que nos enoja a esta edad es distinto de lo que nos hacía enojar en otros tiempos».

## Composición y grabación
A diferencia de álbumes anteriores, la banda empleó un método diferente para componer su nueva música. Mientras que antes usaban la manera tradicional de componer demos y luego regrabarlos, para este álbum todas las canciones fueron escritas y compuestas en el mismo estudio, sin material trabajado de antemano. El guitarrista Brad Delson habló sobre este método de grabación en una entrevista con Premier Guitar y contó que «algo accidental puede resultar en uno de los mejores sonidos, saber cómo permitir que ocurran errores para luego darles forma potencialmente hace a la mejor música».
Shinoda comparó el sonido del álbum con el estilo de una grabación de rock de los años ‘90: «Es un disco de rock. Es ruidoso y es rock, pero no en el sentido de algo que hayas escuchado antes sino más bien como el de una grabación hardcore-punk-thrash de los ‘90». Afirmó que el estado actual del rock en la industria musical es «débil» y eso le inspiró a grabar un disco más pesado, para intentar traer de nuevo al frente los sonidos de los ‘90. En una entrevista con MusicRadar, Delson sostuvo que el álbum contaría con muchos más solos de guitarra: «Antes me parecía que las canciones que hacíamos estéticamente no necesitaban solos. Este nuevo grupo de canciones, para mí, siempre los necesita. Se siente como si cada canción tuviera uno».
The Hunting Party fue grabado en Larrabee Sound Studios, estudio ubicado en Hollywood, Los Ángeles, California. Parte de la batería y percusión del disco se grabó también en EastWest Studios, otro estudio de Hollywood. Según Brad Delson, durante la grabación la banda pasaba cinco o seis días a la semana trabajando en el estudio. El álbum cuenta con cuatro artistas invitados: Rakim del histórico dúo de hip hop Eric B. & Rakim en el sencillo «Guilty All the Same», Page Hamilton de la banda de metal alternativo Helmet en la canción «All for Nothing», Daron Malakian de System of a Down en «Rebellion» y Tom Morello de Rage Against the Machine en «Drawbar». Es, por lo tanto, el primer álbum de estudio de Linkin Park con colaboraciones de otros músicos. El cantante líder Chester Bennington comentó que este hecho era algo estimulante y necesario para moverse en una dirección distinta. Contó que lo que llevó a que invitaran a Page Hamilton se debió a que Mike había escrito un estribillo y mientras lo cantaba sintieron que era distinto a cualquier cosa que hubieran escuchado antes y que sonaba como una canción de Helmet. «Si una canción expresa la manera de cómo se siente, ¿por qué no ir directamente a la fuente, no?», agregó.
En una entrevista para Rolling Stone, Shinoda afirmó que el álbum fue complicado de grabar para el baterista Rob Bourdon, ya que se tenía que esforzar para mantenerse con el estilo y la velocidad de la música: «Es probablemente lo más difícil que ha tenido que tocar para uno de nuestros álbumes. Tuvo que hacer todo un esfuerzo físico: salir a correr, levantar pesas y trabajar con un entrenador». Pero aclaró que, después de todo, Bourdon siente que le sirvió para hacerse un mejor baterista. En cuanto a la grabación de las guitarras de Delson, se usaron amplificadores Orange, Bogner y ENGL, que proveían un «sonido central» descrito por el ingeniero Ethan Mates como «una pequeña colección de tonos centrales que son usados de una manera sonoramente consistente a lo largo de la grabación». Para las pistas añadidas y las «partes más altas» se usaron amplificadores Chandler. Delson comentó sobre sus instrumentos de grabación para The Hunting Party que «era genial tener un equipo con el que puedo usar distintas combinaciones de cabezales y gabinetes de manera simultánea para conseguir el tono más apropiado, o hacer algo más directo como grabar usando solo un gabinete con dos micrófonos».

«En los últimos álbumes sin duda he tocado la guitarra en el estudio, pero me he estado enfocando en otros instrumentos. He tocado la guitarra desde que tengo doce años y se ha hecho fascinante aprender teclado, programación y Pro Tools, que es como un instrumento en sí mismo. Pero estas canciones son todo acerca de redescubrir la guitarra y pasarla bien. Hay una imprevisibilidad en estas canciones que dan pie a que simplemente tome la guitarra y toque alocadamente. Nada está planeado por anticipado. Para algunos solos más rápidos entro en calor, pero no de una manera demasiado metódica. Si quiero grabar un solo en un tempo rápido, simplemente improviso con esa Strat durante un hora hasta que estoy súper rápido. No quiero entrar a la autopista a 30 kilómetros por hora, quiero ir a máxima velocidad al momento de llegar a ella».
—Brad Delson

## Diseño artístico
La portada de The Hunting Party presenta un modelo 3D creado por Brandon Parvini, quien ha trabajado anteriormente en el diseño artístico de Living Things y los últimos sencillos de la banda. La imagen se basa en un dibujo original del artista James Jean titulado «Archer». Es uno de los varios trabajos artísticos de Jean que serán usados en la presentación del álbum, pues también contará, en sus versiones de lujo, con una litografía, una camiseta y un libro de artista de 36 páginas. El estilo tradicional del artista, diferente al arte creado para The Hunting Party, ha sido descrito anteriormente por Dana Jennings de The New York Times como «impregnado de un romanticismo y lirismo de ensueño digno de Maxfield Parrish, incluso cuando el Sr. Jean subvierte esos y otros ismos».
Linkin Park había declarado que habían sido fanáticos del arte de James Jean por un tiempo, y describió las discusiones entre la banda y Jean como «naturalmente». Joe Hahn se desempeñó como director creativo de la carátula de The Hunting Party, instruyendo a Jean para que «cree un universo habitado por personajes poderosos y definido por paisajes extraños», con un concepto general de tener un «personaje» único para cada pista en el álbum. Delson también contribuyó con ideas de «luchas internas y externas», representadas metafóricamente en un campo de batalla, en las que se repetirían imágenes como «la carne que se rasga y se transforma en formas diferentes y fragmentos frágiles de cristal que salen de la materia orgánica». Shinoda explicó: «Intentamos acercarnos a nuestro empaquetado de arte, mercancía, imágenes visuales, videos, cualquier cosa, de manera holística. Todas las partes están interconectadas y, al crear grandes imágenes que pueden usarse en múltiples contextos, podemos sumergirnos admiradores en un universo que es consistente y único para cada lanzamiento. Siempre es un trabajo en progreso, pero siento que hemos aprendido mucho y lo mejoramos cada vez». James Jean fue invitado por Shinoda y Delson para escuchar el material en bruto de la banda creado desde el principio durante las sesiones de grabación para The Hunting Party. Reconoció el cambio de dirección musical de la banda a partir de A Thousand Suns y Living Things, y se inspiró en el material para crear obras de arte que estaban «cargadas con la intensidad [de la banda], así como su razón de ser para ese cambio). Sin embargo, Joe Hahn prohibió a Jean escuchar más material después de que Jean hubiera interpretado algunas de las canciones de memoria en su piano. Jean bosquejó originalmente cada obra de arte individual para The Hunting Party en un cuaderno de bocetos personal, donde se sentía más íntimo y menos precioso para Jean. La mínima de las imágenes fue intencional, ya que las obras de arte se convertirían eventualmente en obras de arte modeladas en 3D donde la iluminación y la textura se agregarían a cada personaje. 20 obras de arte fueron hechas en el espacio de un mes por Jean para Brandon Parvini y su equipo para transformarse en obras de arte modeladas en 3D, con Parvini eligiendo exactamente qué obras de arte serían modeladas para The Hunting Party.

### Título
El título del álbum, The Hunting Party, es una metáfora contextual. El álbum, un regreso a los sonidos originales más centrados en el rock de la banda, representa el deseo de la banda de no solo crear algo diferente de otras bandas de rock, sino también traer la «energía y el alma» del rock en sí, y Linkin Park son la fiesta que cazará por esa energía y alma. Shinoda elaboró el título del álbum en una entrevista con Kerrang! explicando: «Nos cansamos tanto de otras bandas que tratan de ser otras bandas como de estar a salvo todo el tiempo, por lo que el nombre del álbum proviene de una teoría acerca de la cultura que se vuelve demasiado pasiva, todo el mundo esperando esperando que vengan a ellos en lugar de saliendo y obteniendo el suyo. Soy consciente de que siempre habrá bandas más pesadas que nosotros, pero The Hunting Party es Linkin Park que sale y lo consigue por nosotros mismos». La inspiración para el título provino de un artículo de noticias que Shinoda leyó en línea sobre las preocupaciones de un escritor japonés acerca de la sociedad en crecimiento de hoy. El escritor describió a los jóvenes de hoy como «herbívoros», y explicó cómo están pastando esencialmente, esperando la oportunidad de acudir a ellos, en lugar de buscarlo.

## Promoción

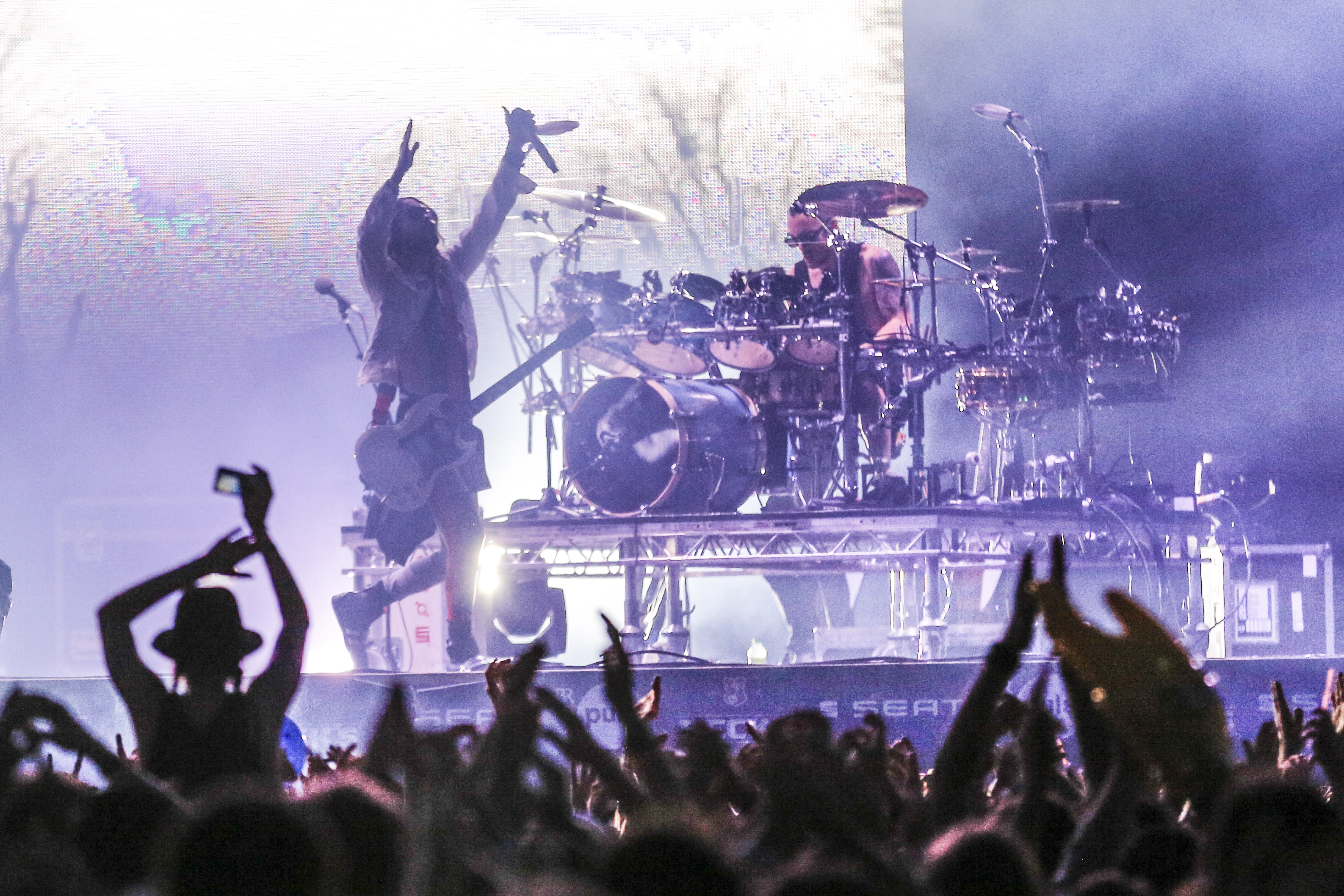
Linkin Park embarcó con la banda estadounidense 30 Seconds to Mars.

El 6 de marzo de 2014, la banda estrenó «Guilty All the Same» que cuenta con Rakim del álbum por Shazam. La canción fue lanzada más tarde por Warner Bros. el 7 de marzo de 2014 como el primer sencillo que promocionaba el sexto álbum de estudio de la banda que no había sido anunciado. Un video musical para «Guilty All the Same» también se estrenó en YouTube en 25 de marzo de 2014. El video musical, una continuación de la colaboración de la banda con XBOX, fue hecho completamente con el videojuego estilo sandbox Project Spark. Además, el curso creado para el video musical fue abierto por la banda, brindando a los jugadores de Project Spark en Microsoft Windows y en XBOX One la oportunidad de editar y remezclar el curso.
Si bien la información sobre el sexto álbum de estudio de Linkin Park se había filtrado de antemano, incluido el título del álbum y la fecha de lanzamiento, The Hunting Party fue presentado oficialmente por la banda y Warner Bros. Records el 9 de abril de 2014. La lista de canciones del álbum también fue presentada por Shinoda y el equipo directivo de Linkin Park el 27 de abril de 2014. «Until It's Gone» se convirtió en la segunda pista que se dio a conocer, y se lanzó como la segundo sencillo del álbum en 6 de mayo de 2014. Los pedidos previos para el álbum también se abrieron el mismo día, con «Guilty all the Same» y «Until It's Gone» lanzados al comienzo del álbum en iTunes Store. Un video musical para «Until It's Gone» fue lanzado el 11 de junio de 2014. «Wastelands» fue lanzado en iTunes Store en 1 de junio de 2014, la canción «Rebellion» con un video lírico oficial junto con un lanzamiento de la pista en iTunes Store el mismo día. Más tarde fue lanzado como sencillo el 4 de junio, y fue lanzado como el cuarto sencillo del álbum el 13 de octubre. El 8 de junio de 2014, Linkin Park estrenó el tercer sencillo «Final Masquerade» en MTV.
Una sesión de escucha del álbum tuvo lugar el 23 de mayo de 2014 en Los Ángeles. Se anunciaron más sesiones de escucha para los miembros de Linkin Park Underground para el 4 de junio de 2014 en varios lugares del mundo. La banda, además, fue anfitriona de las ediciones décima y undécima de la cumbre LPU, una convención para miembros de Underground, durante el ciclo del álbum. La décima edición se llevó a cabo en el Darien Lake Performing Arts Center en Darien, Nueva York el 21 de agosto de 2014, y la undécima edición se llevó a cabo en el Cynthia Woods Mitchell Pavilion en The Woodlands, Texas el 5 de septiembre de 2014.
La primera presentación en vivo de la banda del ciclo de álbumes The Hunting Party fue el 24 de mayo de 2014, en el festival de música KMFA Day, en el que encabezaron. La banda interpretó «Guilty All the Same», «Until It's Gone» y «Wastelands» por primera vez. La banda también actuó como cabezas de cartel en Rock in Rio Lisboa VI el 30 de mayo de 2014. Durante la presentación, Shinoda lanzó sencillos promocionales que contenían la versión de estudio de «Wastelands» a la audiencia abierta, días antes del lanzamiento oficial del sencillo de la canción. Linkin Park también está listo para embarcarse en una gira de dos titulares por América del Norte con Thirty Seconds to Mars en apoyo de The Hunting Party y el álbum de 2013 de Thirty Seconds to Mars Love, Lust, Faith and Dreams. La gira, denominada Carnivores Tour, abarcó 25 fechas en agosto y septiembre de 2014, con la banda de rock estadounidense AFI actuando como teloneros durante toda la gira. La banda realizó otra gira llamada The Hunting Party Tour, que comenzó el 30 de mayo de 2014. Sin embargo, algunos de los espectáculos de la gira fueron cancelados debido a que Bennington se lesionó la pierna.

## Recepción en la crítica
Tras su lanzamiento, The Hunting Party recibió críticas generalmente positivas por parte de los críticos musicales. En Metacritic, el álbum recibió una puntuación total de 65/100, lo que indica «críticas generalmente favorables», según 15 reseñas. Dave Simpson de The Guardian le dio al álbum una crítica positiva. Al darle al álbum tres estrellas, elogió el regreso de la banda a su sonido original, afirmando que «el deseo de Shinoda de hacer un disco de punk rock y los segmentos de electropop más etéreos de Bennington no siempre son compañeros de cama cómodos, pero la fabulosa percusión de Rob Bourdon significa que la energía nunca se rinde». A pesar de etiquetar algunas pistas del disco como «Until It's Gone» como cliché, comentó positivamente sobre la música y la escritura de otras como «Drawbar» y «Rebellion». Además, escribió: «Linkin Park ciertamente conoce a su audiencia, y aquí navega delicadamente por el abismo entre sus propias aspiraciones y una base de fans que celebrará el fuerte regreso de la banda al rock duro». Chris Schulz de The New Zealand Herald también dio el álbum una crítica positiva, describiendo el disco como «ruidoso, espontáneo y libre», atributos que, afirma, «normalmente no están asociados con Linkin Park, pero The Hunting Party tarda solo unos segundos en demostrar que el sexto lanzamiento del acto metal de precisión californiana es una bestia diferente». Continúa comparando el álbum con la discografía reciente de la banda, describiendo sus tres álbumes anteriores como «hundidos con baladas sobreexcitadas y rock suave pretencioso», mientras que The Hunting Party «continúa con la tarea de rapear como si fuera 1999 otra vez».
David Renshaw de NME opinó que «Puede que no mate a los clones de Mumford y Butler, pero The Hunting Party es al menos un esfuerzo enérgico». Renshaw también elogia el papel de invitado de Daron Malakian, pero considera que la contribución de Tom Morello es una decepción. El crítico de AllMusic, Stephen Thomas Erlewine, observa: «Lejos de sonar como si estuvieran agarrando un clavo ardiendo, Linkin Park parece rejuvenecido, lo que demuestra que el cliché de volver a las raíces tiene valor». Dan Epstein de Revolver describió el álbum como «... no solo es lo más duro y pesado que jamás hayan lanzado, sino que también es su primer álbum que incluye el tipo de potencia de fuego de guitarra que realmente atraería al headbanger promedio». Epstein concluye afirmando que es una prueba de que las bandas no necesitan suavizarse para madurar. En Billboard, Kenneth Partridge afirma: «... estos comandos de rap rock de Cali se vuelven rebeldes y lanzan misiles en todas direcciones. Atacan a compañías discográficas, políticos, legisladores, gastos y cualquier otra persona a la vista, mientras redescubren la diversión salvaje de guitarras súper ruidosas». Neil McCormick de The Daily Telegraph declaró: «... es elegante, emocionante y lo suficientemente comprometido como para sugerir que todavía hay vida en la bestia del rock». Jordan Blum en PopMatters lo calificó un 5/10, describiéndolo como un «álbum sólido», pero lo considera «demasiado repetitivo, sin inspiración y genérico», en comparación con los tres álbumes anteriores. El crítico de Rolling Stone, Jon Dolan, afirma que «en el álbum seis están de vuelta con un sonido retro-neo-aggro que habría sido demasiado intenso para la radio de rock moderno en 1999... los guerreros de la gorra saltaron en Mountain Dew y el cuarto divorcio de papá».

## Lista de canciones
Todas las canciones escritas y compuestas por Linkin Park.

| N.º   | Título                                                                   | Duración |  |
| 1.    | «Keys to the Kingdom»                                                    | 3:38     |  |
| 2.    | «All for Nothing» (con Page Hamilton de Helmet)                          | 3:33     |  |
| 3.    | «Guilty All the Same» (con Rakim)                                        | 5:56     |  |
| 4.    | «The Summoning»                                                          | 1:00     |  |
| 5.    | «War»                                                                    | 2:11     |  |
| 6.    | «Wastelands»                                                             | 3:15     |  |
| 7.    | «Until It's Gone»                                                        | 3:53     |  |
| 8.    | «Rebellion» (con Daron Malakian de System of a Down y Scars on Broadway) | 3:44     |  |
| 9.    | «Mark the Graves»                                                        | 5:05     |  |
| 10.   | «Drawbar» (con Tom Morello de Rage Against the Machine y Audioslave)     | 2:46     |  |
| 11.   | «Final Masquerade»                                                       | 3:37     |  |
| 12.   | «A Line In the Sand»                                                     | 6:35     |  |
| 45:12 |                                                                          |          |  |

| XBOX Deluxe Edition Bonus Tracks |                                                |          |  |
| N.º                              | Título                                         | Duración |  |
| 13.                              | «With You» (live at Home Depot Center)         | 3:42     |  |
| 14.                              | «Lost in the Echo» (live at Home Depot Center) | 3:57     |  |
| 15.                              | «Numb» (live at Home Depot Center)             | 3:17     |  |
| 16.                              | «Burn It Down» (live at Home Depot Center)     | 3:57     |  |
| 60:09                            |                                                |          |  |

| Edición CD+DVD (Live In Monterrey) |                       |          |  |
| N.º                                | Título                | Duración |  |
| 1.                                 | «Intro»               | 1:11     |  |
| 2.                                 | «A Place For My Head» | 2:49     |  |
| 3.                                 | «New Divide»          | 4:39     |  |
| 4.                                 | «Somewhere I Belong»  | 4:16     |  |
| 5.                                 | «Points of Authority» | 3:21     |  |
| 6.                                 | «Lies Greed Misery»   | 2:28     |  |
| 7.                                 | «Lost In the Echo»    | 3:55     |  |
| 8.                                 | «What I've Done»      | 3:37     |  |
| 9.                                 | «Burn It Down»        | 3:54     |  |
| 10.                                | «In the End»          | 3:29     |  |
| 11.                                | «Bleed It Out»        | 4:51     |  |
| 12.                                | «One Step Closer»     | 4:11     |  |
| 13.                                | «Outro»               | 0:53     |  |
| 41:21                              |                       |          |  |

## The Hunting Party (Acapellas+Instrumentals)
The Hunting Party (Acapellas + Instrumentals) es el segundo álbum de pistas instrumental y a capela interpretado por Linkin Park, tomado de The Hunting Party. El álbum fue lanzado en iTunes y Amazon el 12 de agosto de 2014.
| N.º | Título                                                    | Escritor(es) | Duración |  |
| 1.  | «Keys to the Kingdom» (A cappella)                        |              | 3:39     |  |
| 2.  | «All for Nothing» (featuring Page Hamilton, A cappella)   |              | 3:34     |  |
| 3.  | «Guilty All the Same» (featuring Rakim, A cappella)       |              | 5:54     |  |
| 4.  | «War» (A cappella)                                        |              | 2:11     |  |
| 5.  | «Wastelands» (A cappella)                                 |              | 3:16     |  |
| 6.  | «Until It's Gone» (A cappella)                            |              | 3:53     |  |
| 7.  | «Rebellion» (A cappella)                                  |              | 3:44     |  |
| 8.  | «Mark the Graves» (A cappella)                            |              | 5:04     |  |
| 9.  | «Final Masquerade» (A cappella)                           |              | 3:38     |  |
| 10. | «A Line in the Sand» (A cappella)                         |              | 6:35     |  |
| 11. | «Keys to the Kingdom» (Instrumental)                      |              | 3:29     |  |
| 12. | «All for Nothing» (featuring Page Hamilton, Instrumental) |              | 3:14     |  |
| 13. | «Guilty All the Same» (Instrumental)                      |              | 5:54     |  |
| 14. | «The Summoning» (Instrumental)                            |              | 1:02     |  |
| 15. | «War» (Instrumental)                                      |              | 2:05     |  |
| 16. | «Wastelands» (Instrumental)                               |              | 3:18     |  |
| 17. | «Until it's Gone» (Instrumental)                          |              | 3:41     |  |
| 18. | «Rebellion» (featuring Daron Malakian, Instrumental)      |              | 3:45     |  |
| 19. | «Mark the Graves» (Instrumental)                          |              | 5:02     |  |
| 20. | «Drawbar» (featuring Tom Morello, Instrumental)           |              | 3:12     |  |
| 21. | «Final Masquerade» (Instrumental)                         |              | 3:40     |  |
| 22. | «A Line in the Sand» (Instrumental)                       |              | 6:38     |  |

## Posicionamiento en listas

### Semanales
| País              | Listas                   | Mejor posición |
| 2014              | 2014                     | 2014           |
| ----------------- | ------------------------ | -------------- |
| Alemania          | German Albums Chart      | 1              |
| Australia         | Australian Albums Chart  | 3              |
| Austria           | Austrian Albums Chart    | 2              |
| Bélgica (Flandes) | Belgian Albums Chart     | 3              |
| Bélgica (Valonia) | Belgian Albums Chart     | 7              |
| Canadá            | Canadian Albums Chart    | 3              |
| Dinamarca         | Danish Albums Chart      | 4              |
| Escocia           | Scottish Albums Chart    | 4              |
| España            | Spanish Albums Chart     | 6              |
| Estados Unidos    | Alternative Albums       | 1              |
| Estados Unidos    | Billboard 200            | 3              |
| Estados Unidos    | Hard Rock Albums         | 1              |
| Estados Unidos    | Rock Albums              | 1              |
| Finlandia         | Finnish Albums Chart     | 4              |
| Francia           | French Albums Chart      | 3              |
| Irlanda           | Irish Albums Chart       | 6              |
| Italia            | Italian Albums Chart     | 4              |
| Noruega           | Norwegian Albums Chart   | 11             |
| Nueva Zelanda     | New Zealand Albums Chart | 2              |
| Países Bajos      | Netherlands Albums Chart | 8              |
| Portugal          | Portuguese Albums Chart  | 1              |
| República Checa   | Czech Albums Chart       | 1              |
| Reino Unido       | UK Albums Chart          | 2              |
| Reino Unido       | UK Rock & Metal Albums   | 1              |
| Suecia            | Swedish Albums Chart     | 27             |
| Suiza             | Swiss Albums Chart       | 1              |

### Sucesión en listas
| Predecesor: Lazaretto de Jack White              | Alternative Albums — Álbum número uno 5 de julio de 2014 — 12 de julio de 2014     | Sucesor: Once More 'Round the Sun de Mastodon |
| Predecesor: Blood for Blood de Hellyeah          | Hard Rock Albums — Álbum número uno 5 de julio de 2014 — 12 de julio de 2014       | Sucesor: Once More 'Round the Sun de Mastodon |
| Predecesor: Lazaretto de Jack White              | Rock Albums — Álbum número uno 5 de julio de 2014 — 12 de julio de 2014            | Sucesor: Once More 'Round the Sun de Mastodon |
| Predecesor: A Música é o meu Mundo de Violetta   | Portuguese Albums Chart — Álbum número uno                                         | Sucesor: A Música é o meu Mundo de Violetta   |
| Predecesor: Proměnamě de Tomáš Klus              | Czech Albums Chart — Álbum número uno                                              | Sucesor: Iveta naposledy de Iveta Bartošová   |
| Predecesor: Great Western Valkyrie de Rival Sons | UK Rock & Metal Albums — Álbum número uno 28 de junio de 2014 — 5 de julio de 2014 | Sucesor: Once More 'Round the Sun de Mastodon |
| Predecesor: Melodie de Cro                       | Swiss Albums Chart — Álbum número uno 22 de junio de 2014 — 29 de junio de 2014    | Sucesor: X de Ed Sheeran                      |

### Certificaciones
| País        | Organismo certificador | Certificación | Ventas certificadas | Simbolización | Ref.   |
| ----------- | ---------------------- | ------------- | ------------------- | ------------- | ------ |
| Alemania    | BVMI                   | Oro           | 100 000             | ●             | [ 82 ] |
| Austria     | IFPI — Austria         | Oro           | 10 000              | ●             | [ 83 ] |
| Canadá      | MC                     | Oro           | 40 000              | ●             | [ 84 ] |
| Polonia     | ZPAV                   | Oro           | 10 000              | ●             | [ 85 ] |
| Reino Unido | BPI                    | Plata         | 60 000              | ♦             | [ 86 ] |
| Suiza       | IFPI — Suiza           | Oro           | 10 000              | ●             | [ 87 ] |

## Personal
| Linkin Park - Chester Bennington: voz principal, guitarra rítmica ("War"). - Rob Bourdon: batería y percusión. - Brad Delson: guitarra líder. - Dave «Phoenix» Farrell: bajo. - Joe Hahn: samples y programación. - Mike Shinoda: voz, guitarra rítmica y teclado. Músicos adicionales - Page Hamilton: voz y guitarra ("All for Nothing"). - Daron Malakian: composición y guitarra ("Rebellion"). - Tom Morello: guitarra ("Drawbar"). - Rakim: composición y rapping ("Guilty all the Same"). Personal técnico - Alejandro Baima: asistente de ingeniería. - Rob Cavallo: coproducción y A&R. - Brandon Cox: fotografía. | - Brendan Dekora: asistente de ingeniería. - Brad Delson: producción. - Ryan DeMarti: coordinador de producción. - Joe Hahn: dirección creativa. - Emile Haynie: coproducción. - James Jean: carátula. - Jerry Johnson: técnico de batería. - Rickey Kim: dirección creativa. - Jennifer Langdon: asistente de ingeniería. - Emily Lazar: masterización. - Ethan Mates: ingeniería. - Rich Morales: asistente de masterización. - Josh Newell: edición digital. - Annie Nguyen: dirección de arte. - Brandon Parvini: dirección creativa. - Mike Shinoda: ingeniería, dirección creativa y producción. - Paul Suárez: Pro Tools. - Andy Wallace: mezcla. |

Fuente: Folleto de The Hunting Party.